# 東京都道61号山田宮の前線
東京都道61号 山田宮の前線（とうきょうとどう61ごう やまだみやのまえせん）は、東京都あきる野市山田から、八王子市上川町を経由して同市元八王子町に至る主要地方道である。通称名は東京都道32号八王子五日市線（秋川街道）交点以北が東京都道185号山田平井線と合わせて「山田通り」、以南が「美山通り」である。

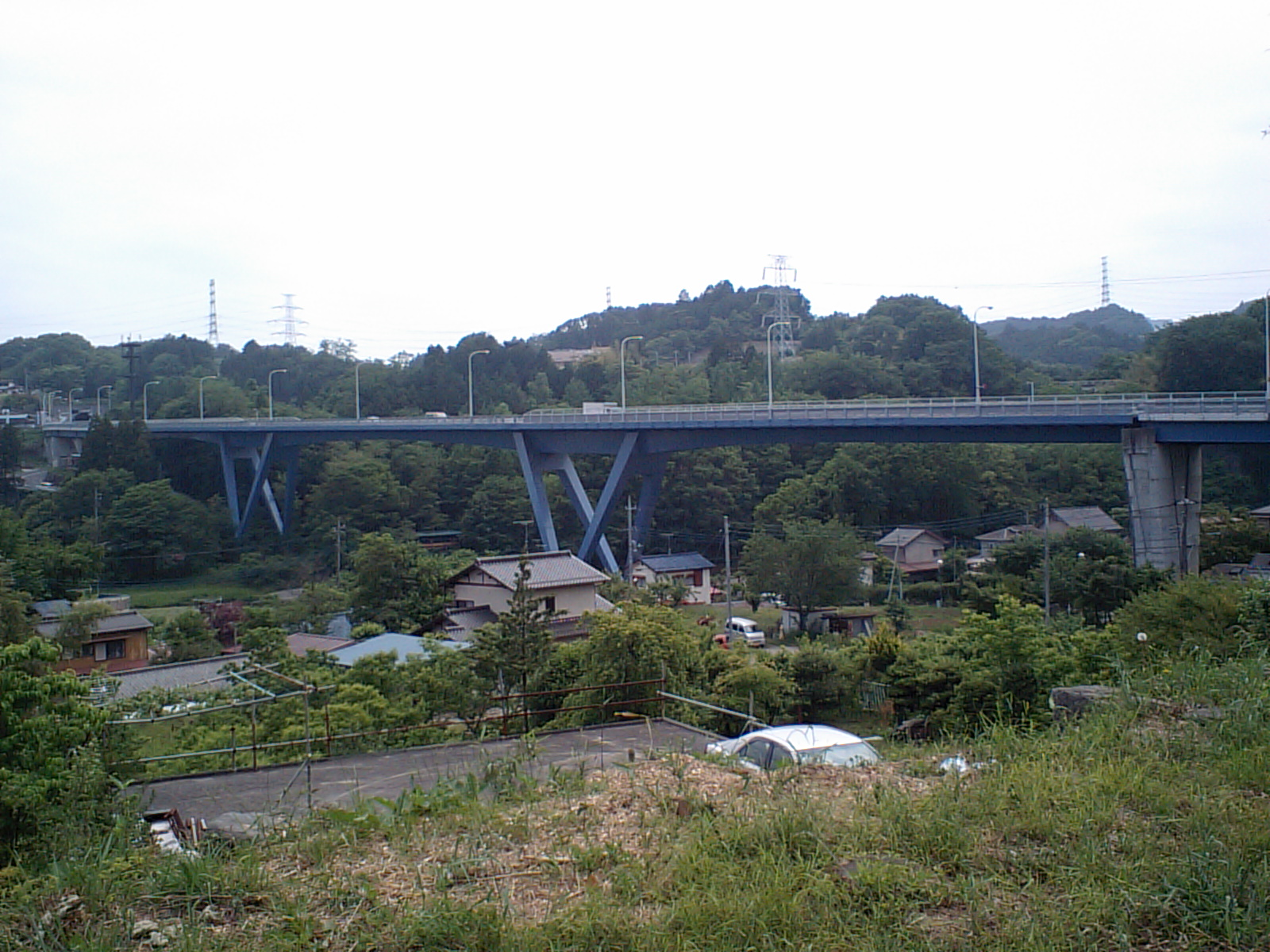
山田大橋

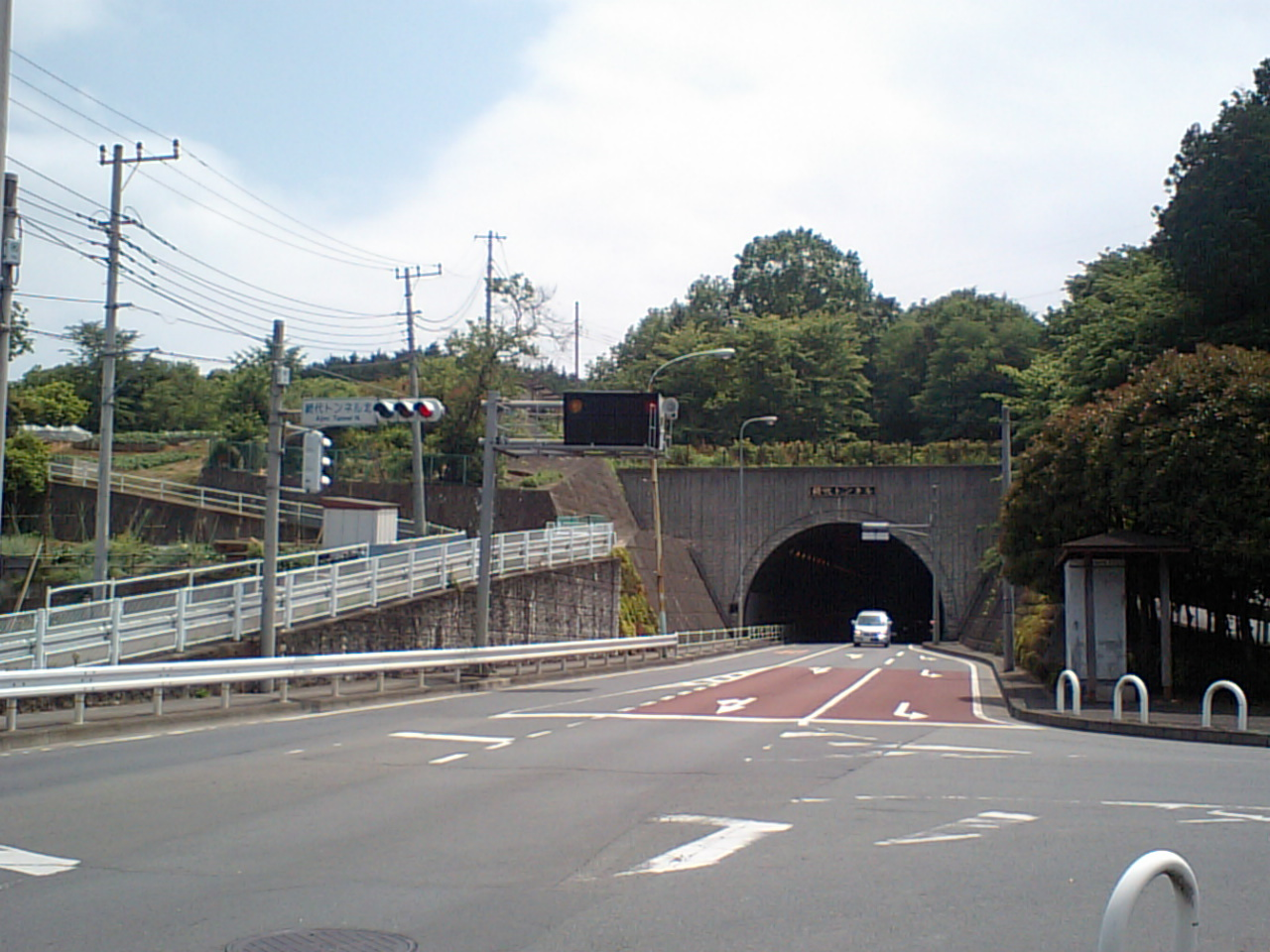
網代トンネル北側

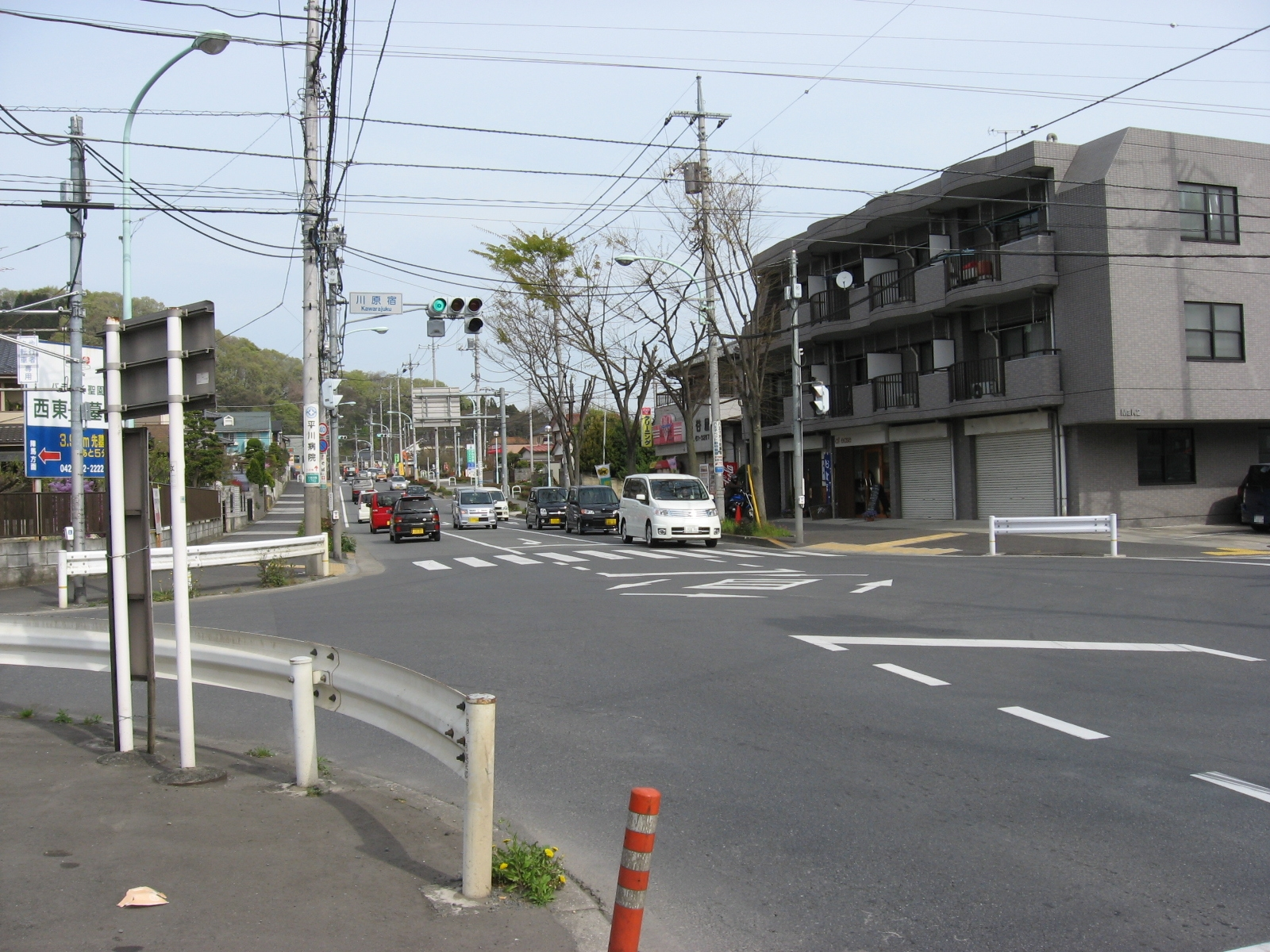
川原宿交差点。奥が起点方面で手前が終点方面。

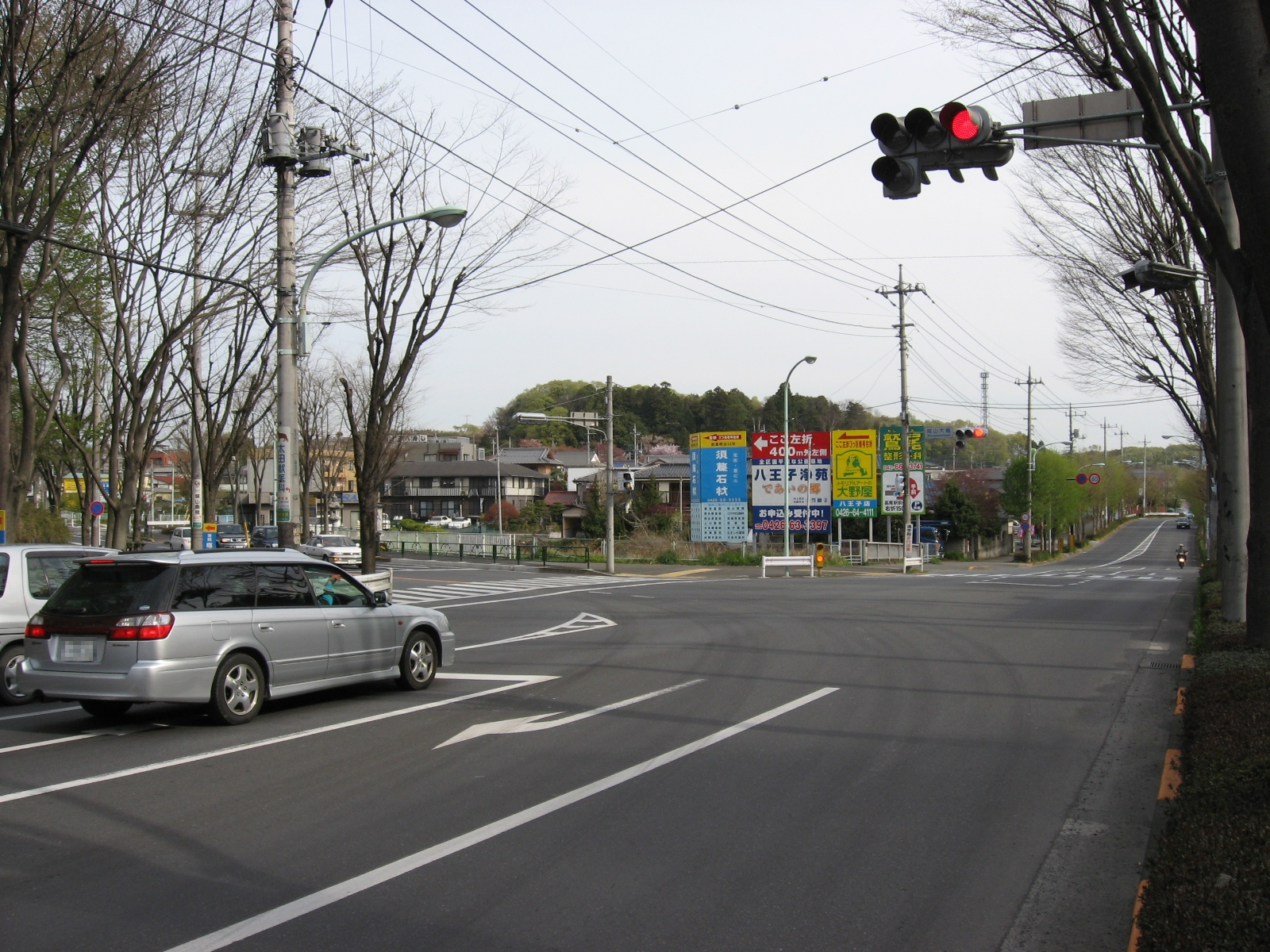
城山大橋交差点（終点）。左奥が起点方面。

## 概要

### 路線データ
- 陸上距離：12.028km
- 起点：東京都あきる野市山田（山田交差点＝東京都道7号杉並あきる野線交点）
- 終点：東京都八王子市元八王子町三丁目（城山大橋交差点＝東京都道46号八王子あきる野線交点）

### 支線
- あきる野市網代 - 高尾（網代トンネル交差点 - ）
- 八王子市美山町 - 下恩方町（旧道）

### 都市計画道路路線指定
- 八王子市
  - 八王子3.4.67号線

### 新道計画
八王子市上川町と美山町に至る戸沢峠は急峻な斜面が多く、2017年10月の台風21号で土砂崩落が発生して長期間にわたり通行止になったほか、冬季には積雪や凍結など交通安全面でのリスクがあることや、上川町の一部で東京都道32号八王子五日市線と重複している事から、クランク形状となっており交差点（上川霊園入口交差点および上川橋交差点）で渋滞が発生することもある。このため、これらの課題を解消するために、新たに戸沢峠付近に掘削する「（仮称）戸沢トンネル」（延長約1.3km）を含めたバイパス（総延長約1.7km）を整備することとなった。

## 歴史
- 2017年（平成29年）
  - 10月23日 - 台風21号による土砂災害により通行止めとなる[3]。
  - 11月9日 - 上記土砂災害通行止めの代替路措置として圏央道 八王子西IC ⇔ あきる野IC間のみの利用車両無料措置を開始する（都道復旧までの間）[4][3]。
  - 12月19日 - 土砂災害通行止め解除、上記の八王子西IC ⇔ あきる野IC間の代替路無料措置を終了[5]。

## 路線状況

### 重複区間
- 東京都道32号八王子五日市線（東京都八王子市上川町）上川橋交差点 - 上川霊園入口交差点

### 峠
- 戸沢峠（東京都八王子市）

### トンネル
- 本道
  - 網代トンネル（東京都あきる野市）
  - 上川トンネル（東京都あきる野市・八王子市）
  - 美山トンネル（東京都八王子市）
  - 小田野トンネル（東京都八王子市）

- 支線
  - 五日市トンネル（東京都あきる野市）

### 橋梁
- 本道区間
  - 山田大橋（秋川、東京都あきる野市）
  - 重忠橋（川口川、東京都八王子市）
  - 新関戸橋（川口川、東京都八王子市）
  - 上川橋（川口川、東京都八王子市）
  - 美山橋（山入川、東京都八王子市）
  - 桜木橋（小津川、東京都八王子市）
  - 川原宿大橋（北浅川、東京都八王子市）
  - 新宮前橋（城山川、東京都八王子市）
- 旧道区間
  - 松木橋（山入川、東京都八王子市）
  - 茜橋（小津川、東京都八王子市）

## 地理

### 通過する自治体
- 東京都
  - あきる野市
  - 八王子市

### 交差・接続している道路
- 東京都道7号杉並あきる野線（五日市街道、東京都あきる野市）山田交差点
- 東京都道185号山田平井線（東京都あきる野市）山田交差点
- 東京都道32号八王子五日市線（秋川街道、東京都八王子市）上川霊園入口交差点
- 東京都道32号八王子五日市線（秋川街道、東京都八王子市）上川橋交差点
- 首都圏中央連絡自動車道（圏央道） 八王子西IC
- 東京都道521号上野原八王子線（陣馬街道、東京都八王子市）川原宿交差点
- 東京都道46号八王子あきる野線（高尾街道、東京都八王子市）城山大橋交差点
- 中央自動車道 元八王子IC（計画中）